# Трокский повет
Трокский повет — административно-территориальная единица в составе Трокского воеводства Великого княжества Литовского в XV—XVIII веках. Площадь 8,7 тыс. км². Столица — город Троки.

## История
После создания в 1413 Троцкого воеводства повет был областью, непосредственно подчиненной Троцкому воеводе. В состав повета входили волости: Белицкая (Белица), Бирштанская (Бирштаны), Василишская (Василишки), Высокодворская (Высокий Двор), Дарсунишская (Дарсунишок), Долговская (Долговская), Дубичская (Дубичи), Желудоцкая (Желудок), Жижморская (Жижморы), Зблянская (Збляны), Здзецельская (Здзецел), Конявская (Конява), Ляпунская (Ляпуны), Меречская (Меречь), Молчадская (Молчадь), Новодворская (Новый Двор), Неманойтская (Неманойцы), Ожская (Ожа), Олитская (Олита), Олькеницкая (Олькеники), Остринская, Папортская, Перевальская, Перелайская (Пералая), Переломская (Перелом), Пунская (Пунск), Радунская (Радунь), Самилишская (Самилишки), Стаклишская Стаклишки, Стравинницкая (Стравиники), две Трокские, Эйшишкская (Эйшишки) волости. В ходе административно-территориальной реформы 1565—66 годов  некоторые западные волости повета переданы в состав Ковенского, южные — в состав Лидского и Гродненского поветов. Трокский повет охватывал земли на левобережье среднего течения Вилии, на левобережье Мерачи, в среднем течении Немана, верховья Шашупе с городами и городками Алита, Араны, Высокий Двор, Ганусишки, Евье, Жодишки, Жосли, Жижморы, Меркине, Перелая, Самилишки, Симна, Стаклишки и др. В 1791 из южной части повета выделен Мератский повет, но были присоединены Гегужинский и Чебишкский приходы из состава Виленского повета. После третьего раздела Речи Посполитой (1795) территория повета в составе Российской империи.